# Sloup Proměnění Páně (Chrudim)
Sloup Proměnění Páně v Chrudimi v okrese Chrudim v Pardubickém kraji se nachází na Resselově náměstí před kostelem Nanebevzetí Panny Marie. Je postaven v barokním slohu (stavba byla dokončena v roce 1732) a centrálním tématem je výjev Proměnění Páně. Zároveň je také sloupem morovým (byl vybudován po poslední morové epidemii v českých zemích a obsahuje sochy protimorových patronů) a mariánským. Je chráněn jako kulturní památka České republiky.

## Historie
Ač se morová epidemie v roce 1713 Chrudimi téměř vyhnula (je znám jediný zemřelý, dvacetiletý mladík František Zoubek), bylo rozhodnuto postavit sloup k ukrocení hněvu božího a ke cti a slávě Nejsvětějšího Salvátora. Místo bylo vybráno podle toho, kde byli podle tradice v roce 1421 upáleni husité a pak také místní dominikáni. Smlouva byla sepsána 19. listopadu 1714, sloup měl postavit Giovanni Battista Bulla. Byl zamýšlen zhruba tak, jak stojí dnes, čili hlavním tématem mělo být Proměnění Páně s přidanými sochami dalších světců, měl ale obsahovat erb císařovny Eleonory a plánovalo se, že bude jehlanovitého tvaru, což bylo změněno v roce 1715 na oblakovitou spirálu (v dodatku ke smlouvě bylo Bullovi přidáno 150 zlatých za víc práce). Během příprav vzniklo několik modelů (modely vytvořili truhlář Martin Pešl a stavitel Jiří Quadroni), mezi kterými měl rozhodnout Jan Blažej Santini-Aichel. Ten ale modely zkritizoval a zhotovil vlastní model. Sochy byly již vytvářeny v škrovádském pískovcovém lomu. V roce 1719 byly vyhloubeny základy, které postavil Jiří Quadroni, a položen základní kámen, samotný sloup byl postaven v letech 1724–1732. Podíleli se na něm kromě G. B. Bully (který vytvořil pravděpodobně sochu Vincence Ferrerského) také Jan Pavel Čechpauer (předpokládaný autor soch Michaela a Panny Marie) a Ignác Rohrbach (předpokládaný autor soch Jana Nepomuckého a Ježíše). Je také možné, že sochu Panny Marie zhotovil Jiří František Pacák. Simona Šedová přisuzuje sochy sv. Šebestiána, sv. Michaela a sv. Kateřiny Ignáci Rohrbachovi. Stavbu sloupu financovalo město a přispěli také šlechtici (Millesimové, Kustošové ze Zubřího a z Lipky ad.). Kašny (zv. svatováclavské) byly vybudovány v letech 1842–1843, poté co byly zrušeny jiné kašny na náměstí.

## Popis

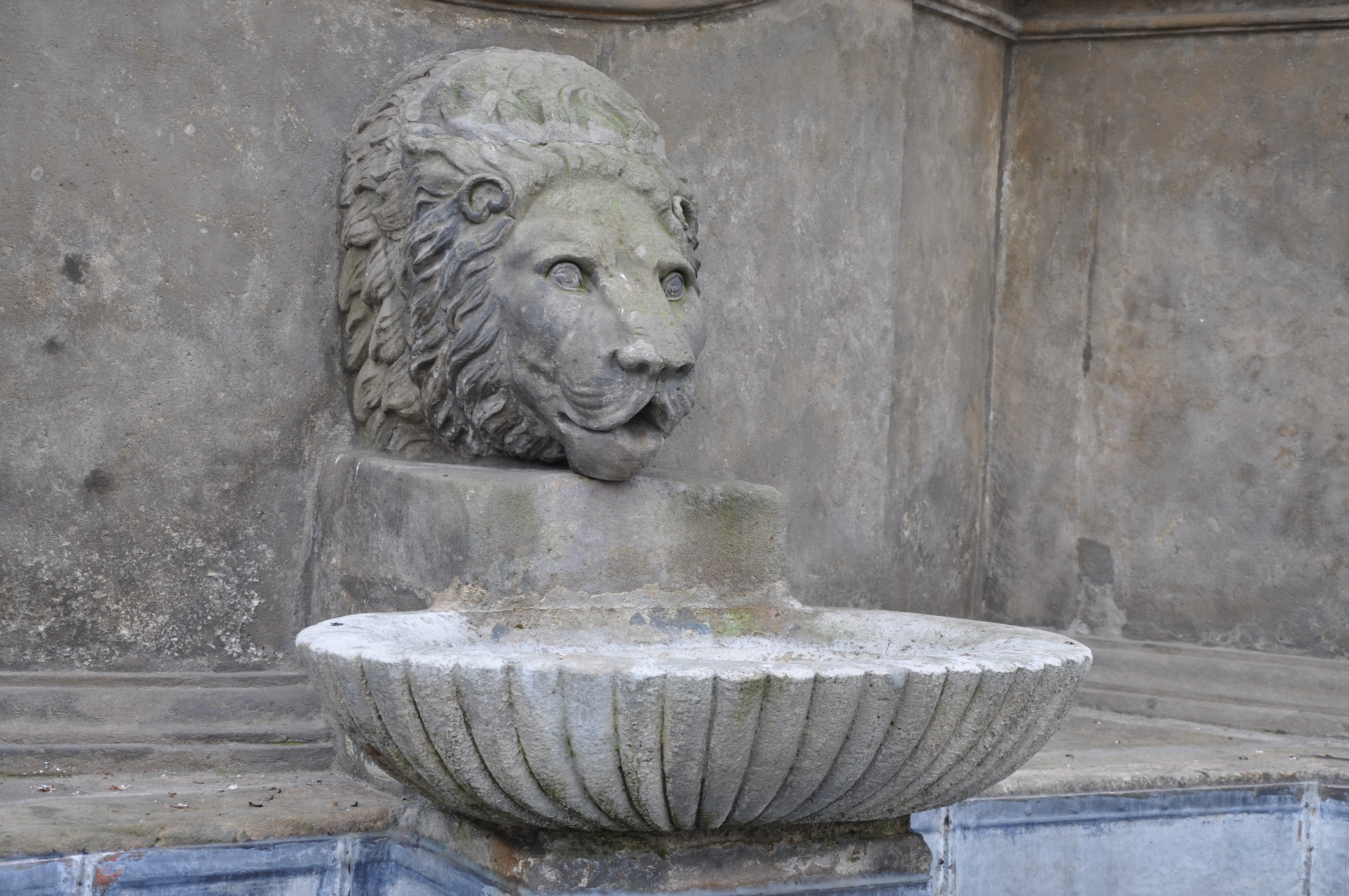
Chrlič v podobě lví hlavy

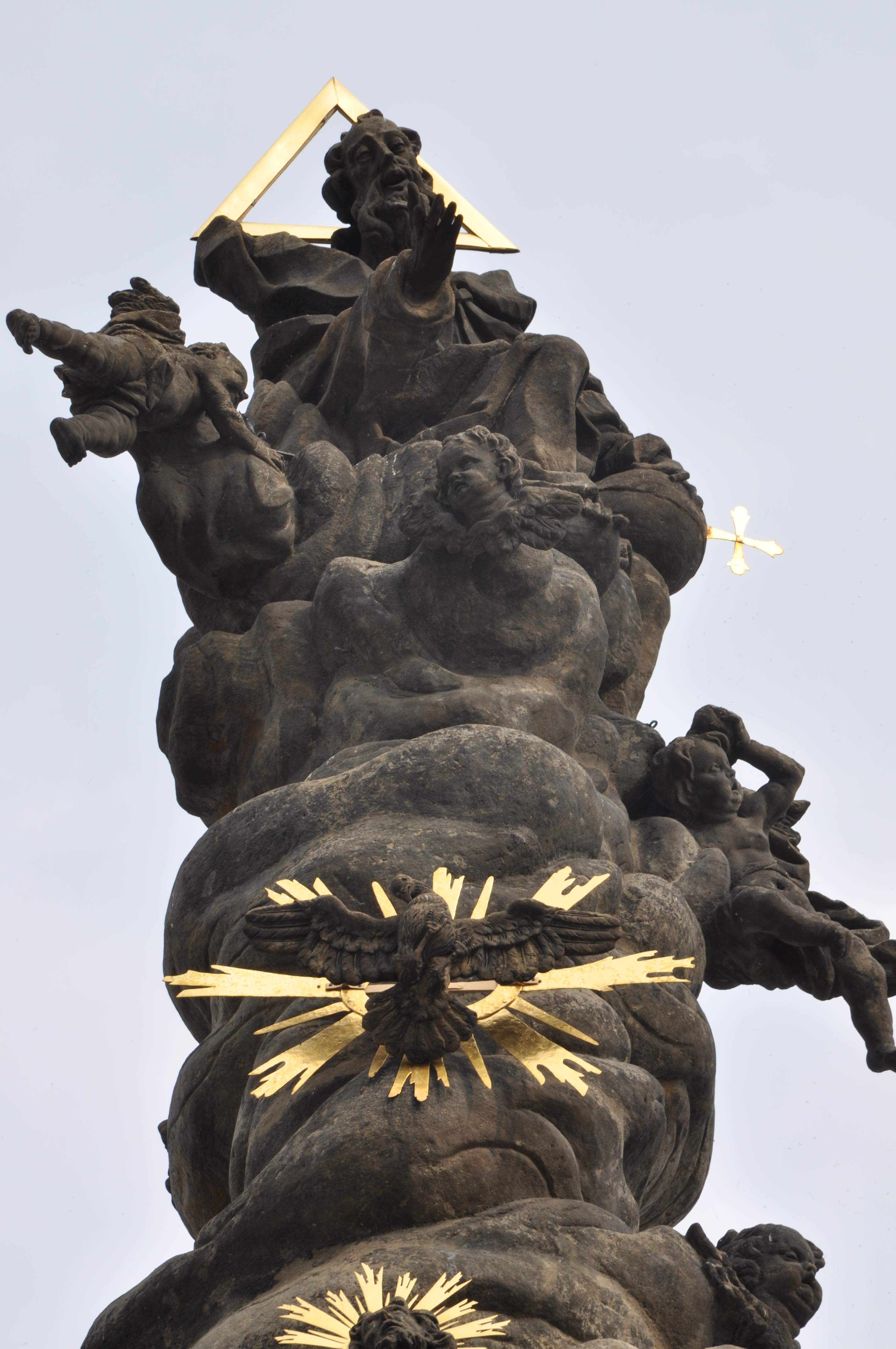
Bůh Otec na vrcholku sloupu

Ve třech kvadrantech jsou při zemi kašny s chrliči v podobě lvích hlav. Na roubení kašen jsou čtyři sochy chlapců s rohy hojnosti. Ve čtvrtém kvadrantu pod sochou Panny Marie je oltář, na kterém bývaly při výjimečných příležitostech slouženy mše, a znak Svaté říše římské s písmenem C jako monogramem Karla VI.
Nad oltářem je ve výklenku socha Panny Marie, která je celá pozlacená a kolem hlavy má 12 hvězd. Její ústřední postavení čelem ke směru, odkud se nejčastěji přichází, ukazuje na mariánskou symboliku sloupu. Kolem sloupu ve výši Marie jsou sochy Jana Nepomuckého (s křížem v náručí a pěti hvězdami kolem hlavy), archanděla Michaela (ve výklenku, stojící na poraženém ďáblovi), Vincence Ferrerského (s mladým učedníkem), Kateřiny Alexandrijské (ve výklenku, s knihou a mečem), svatého Dominika, svatého Šebestiána (ve výklenku, probodaný šípy) a Aloise Gonzagy (s knihou v pravé ruce).

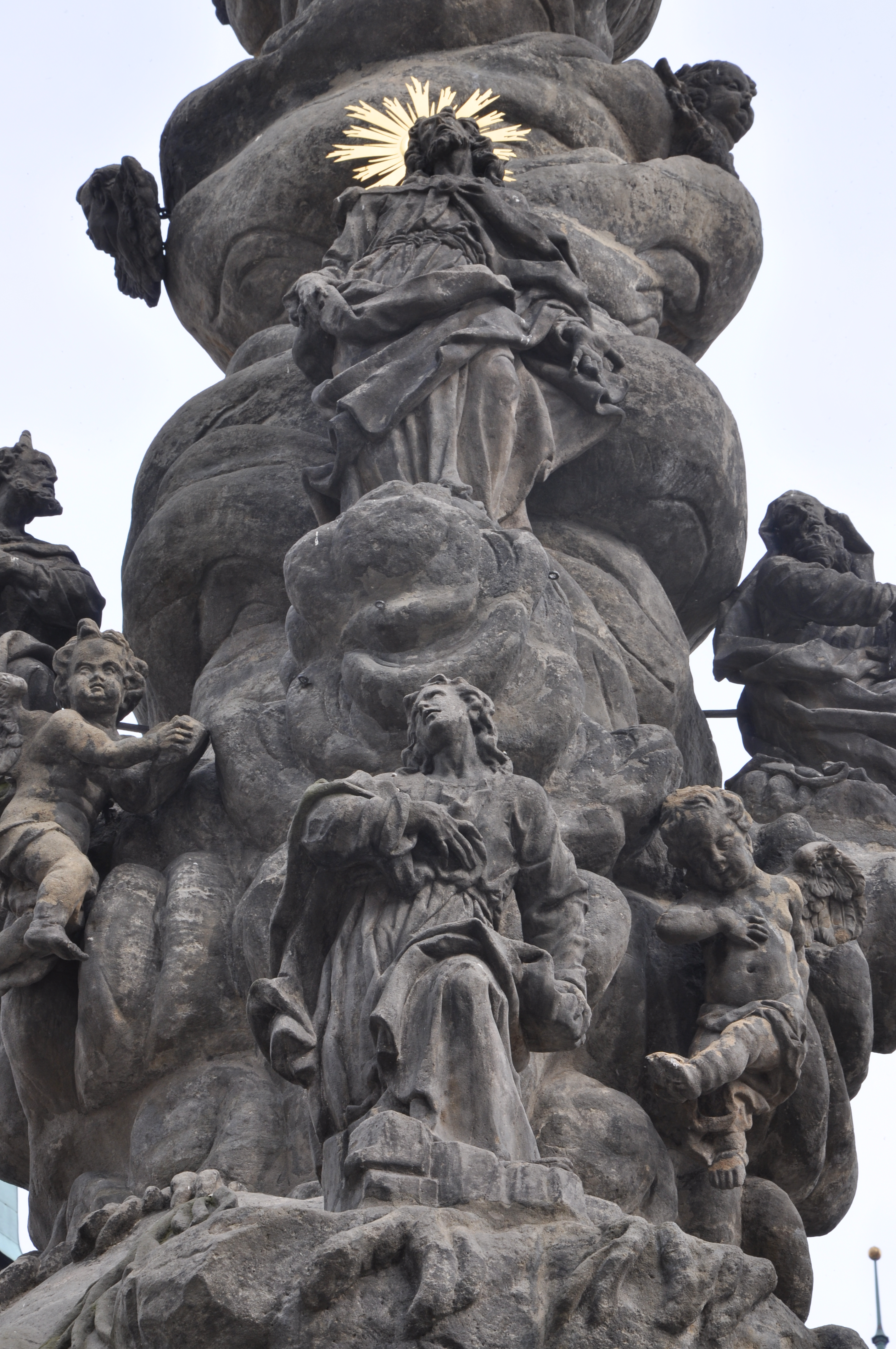
Výjev Proměnění Páně

O něco výše jsou sochy Františka z Pauly (s lebkou v levé ruce), Judy Tadeáše, Antonína Paduánského (s malým Ježíškem v náručí) a Františka z Assisi (v ruce s křížem s tělem Ježíše).
Střední část sloupu zobrazuje Proměnění Páně. V souladu s biblickým textem obsahuje sochy učedníků Petra, Jakuba a Jana, starozákonních postav Mojžíše a Eliáše a Ježíše Krista. Na Ježíše však sestupuje Duch svatý jako holubice (jako při Ježíšově křtu).
Horní část sloupu představuje oblak, ze kterého za doprovodu andělů sestupuje Bůh Otec (sloup je tedy také trinitární) s trojúhelníkovou svatozáří a se zeměkoulí v ruce.

## Galerie

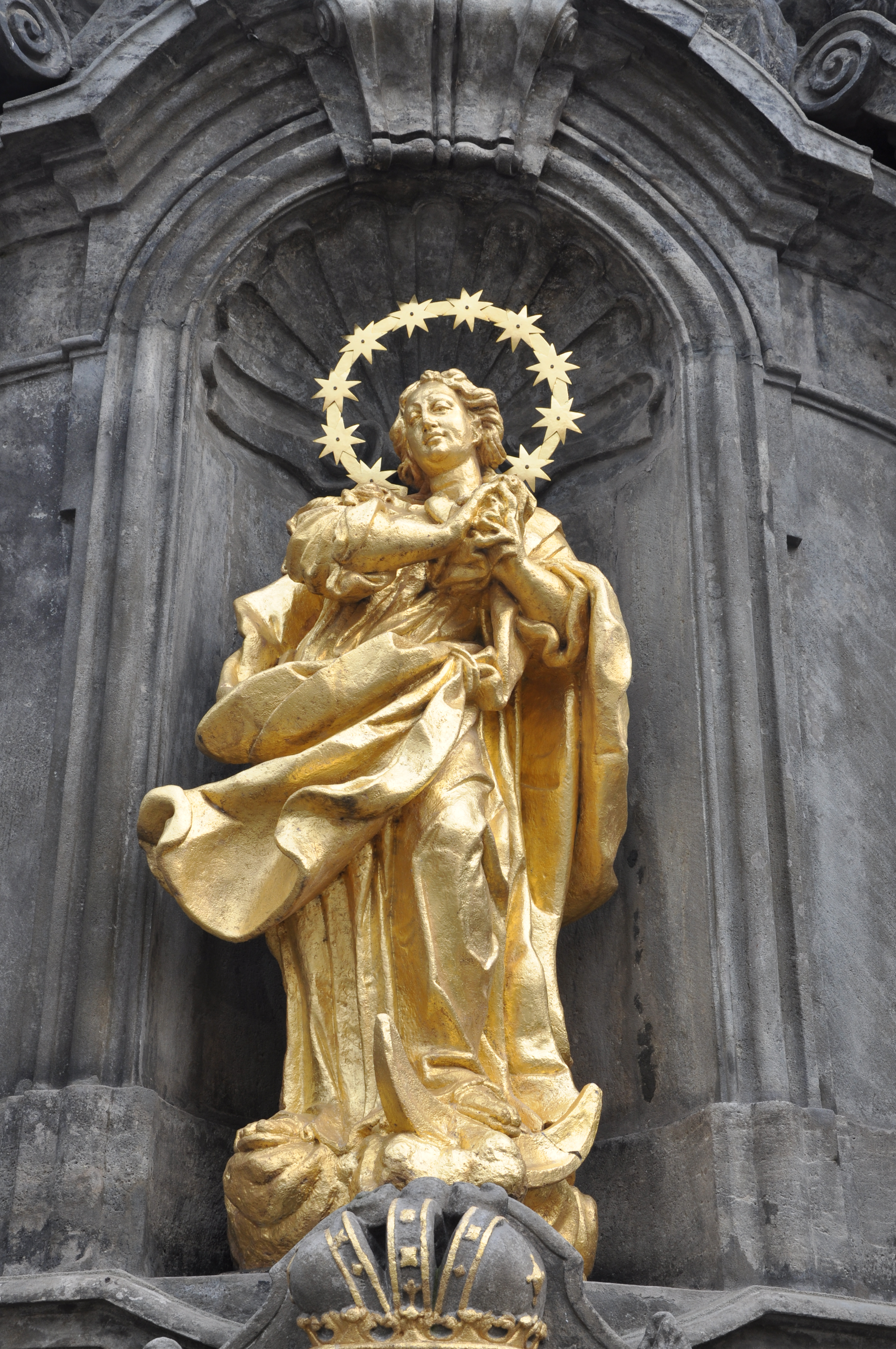
Panna Marie
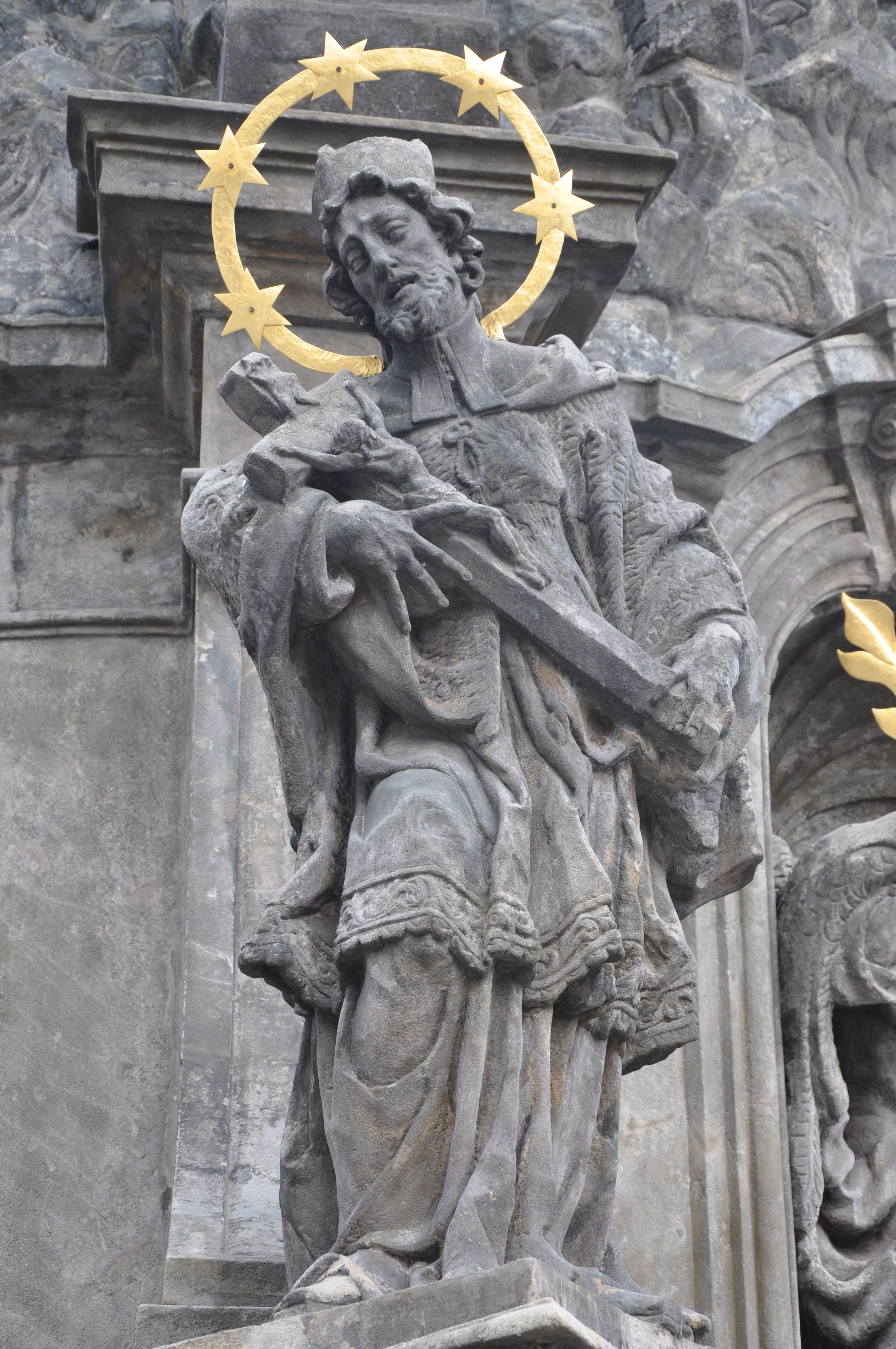
Jan Nepomucký
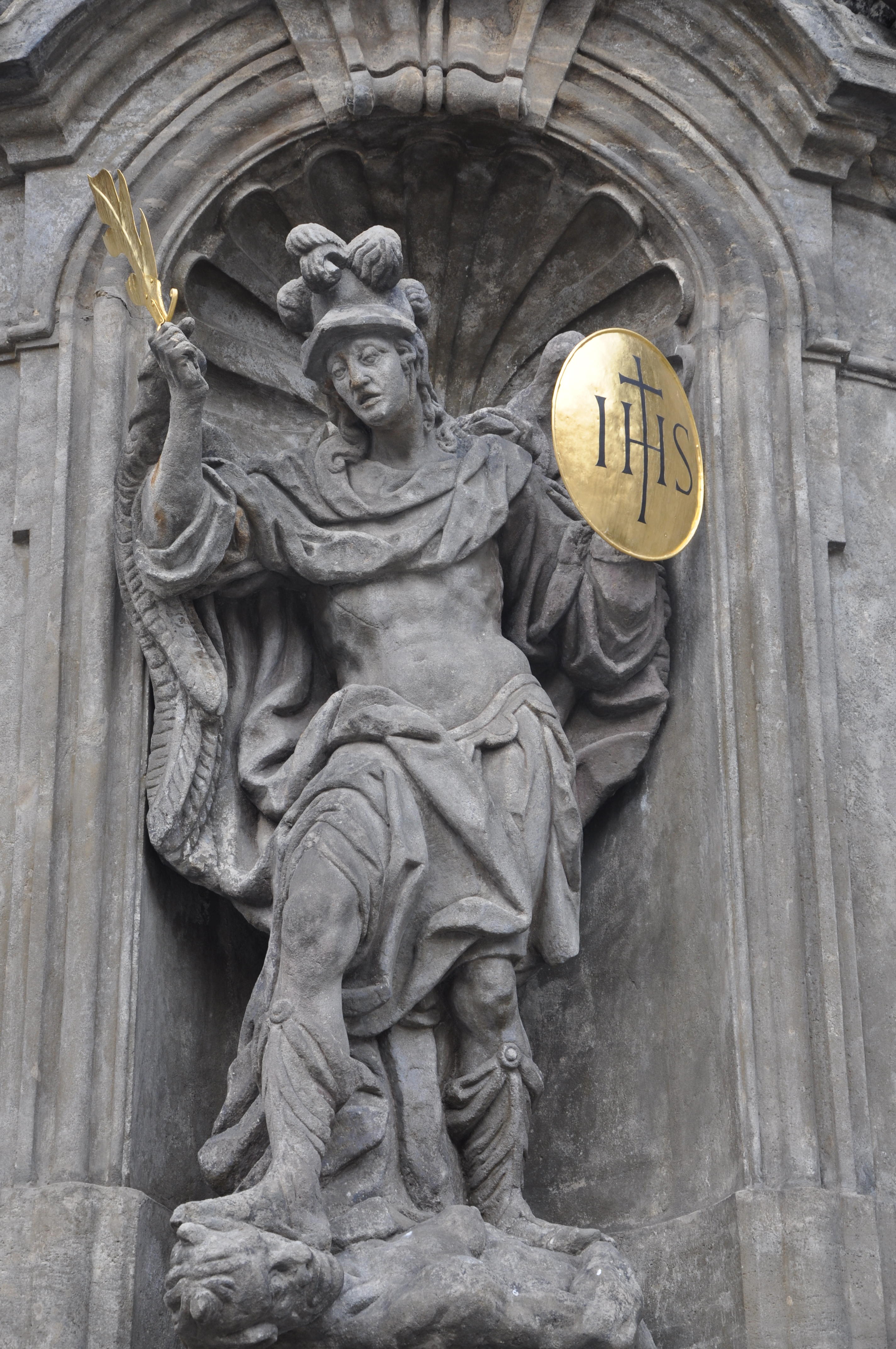
Michael
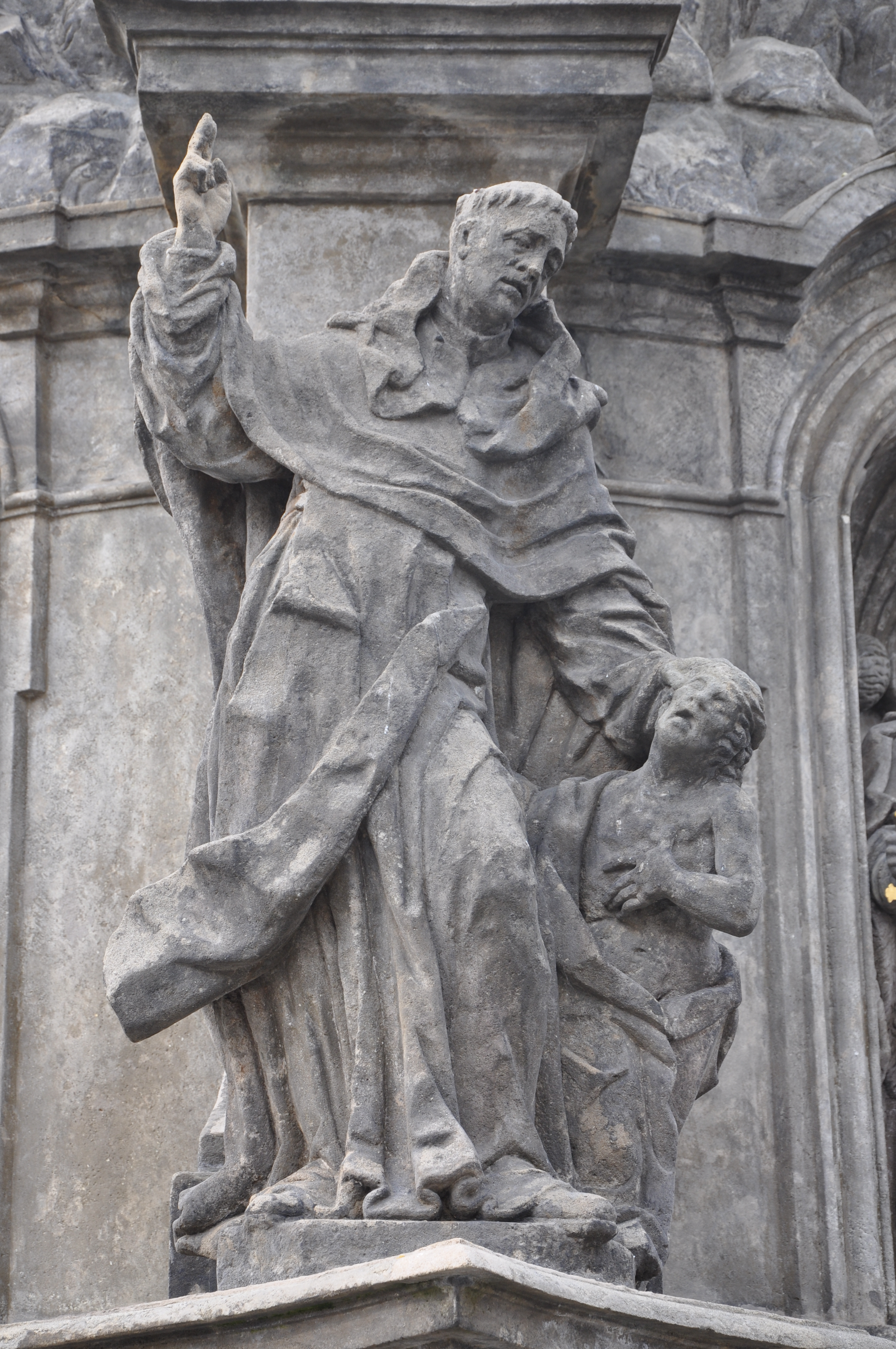
Vincenc Ferrerský
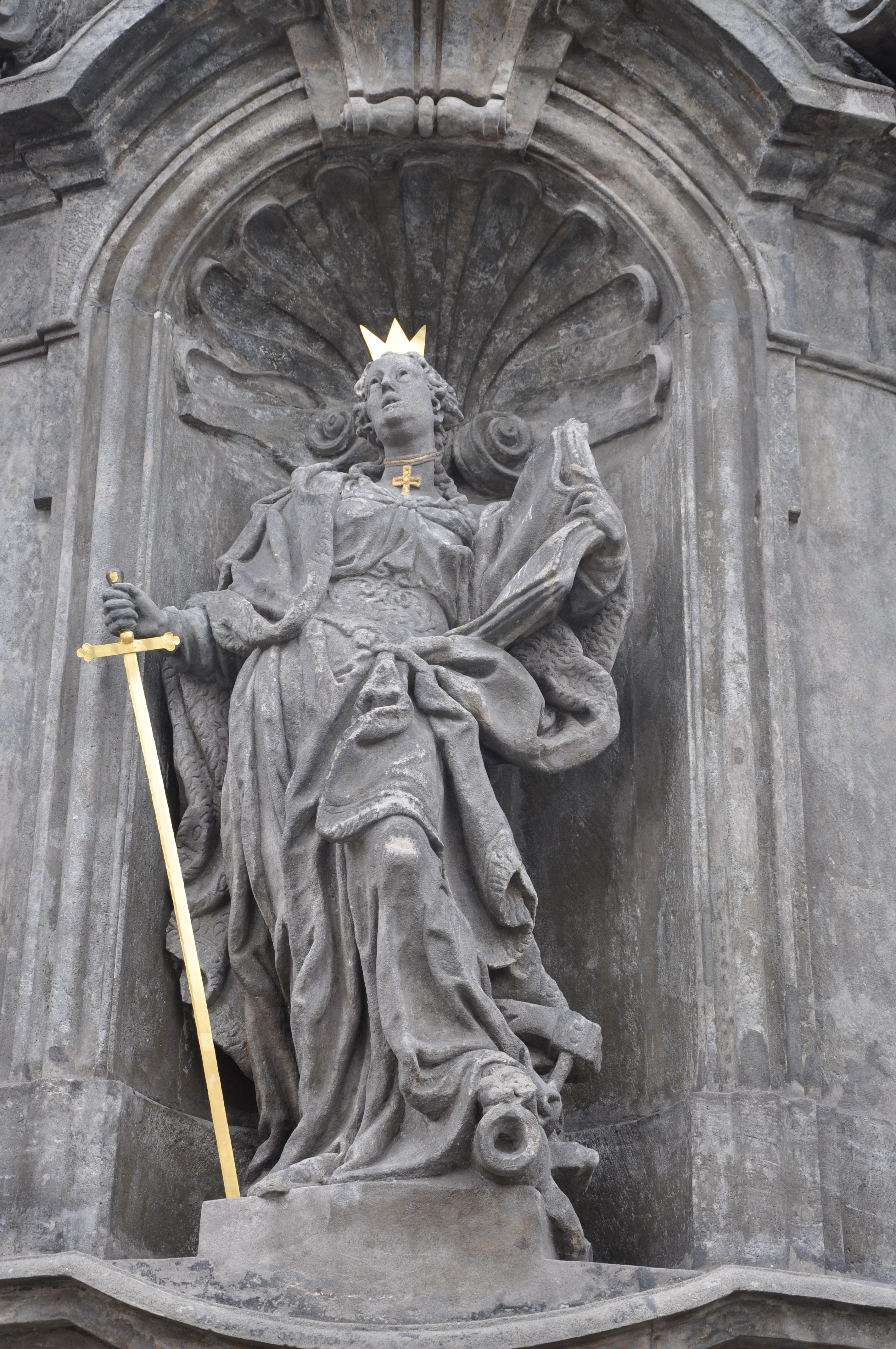
Kateřina Alexandrijská
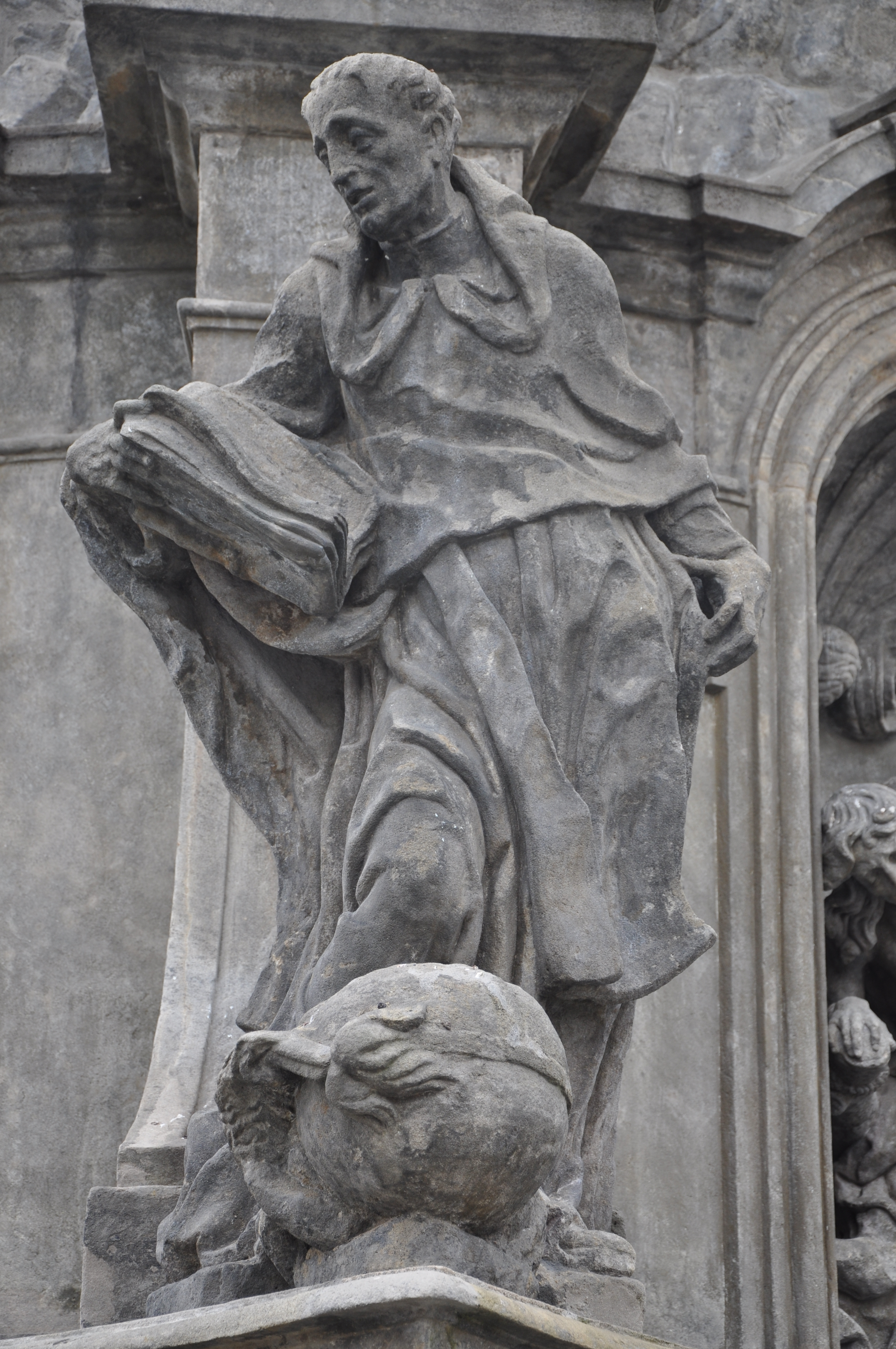
Dominik
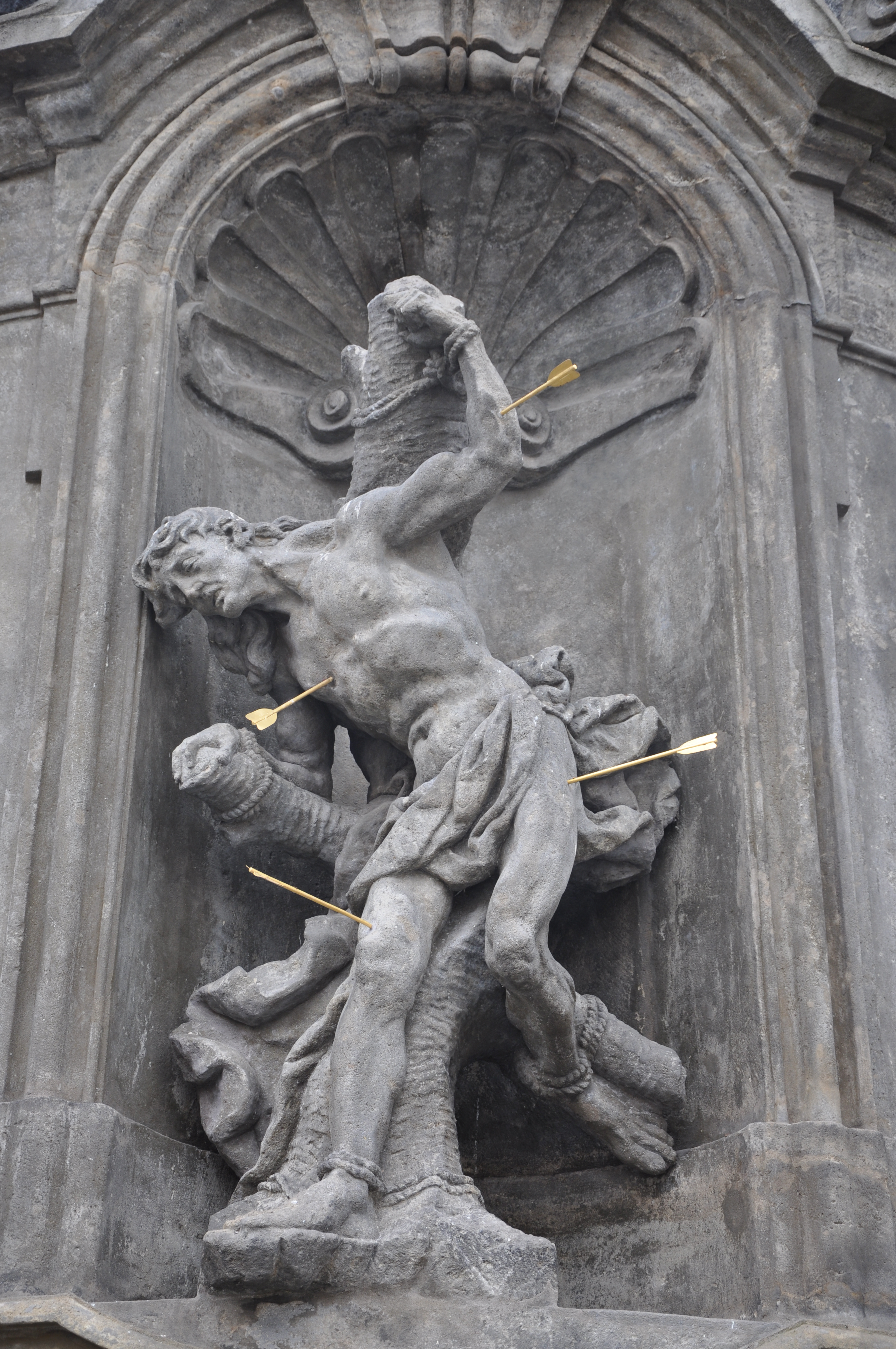
Šebestián
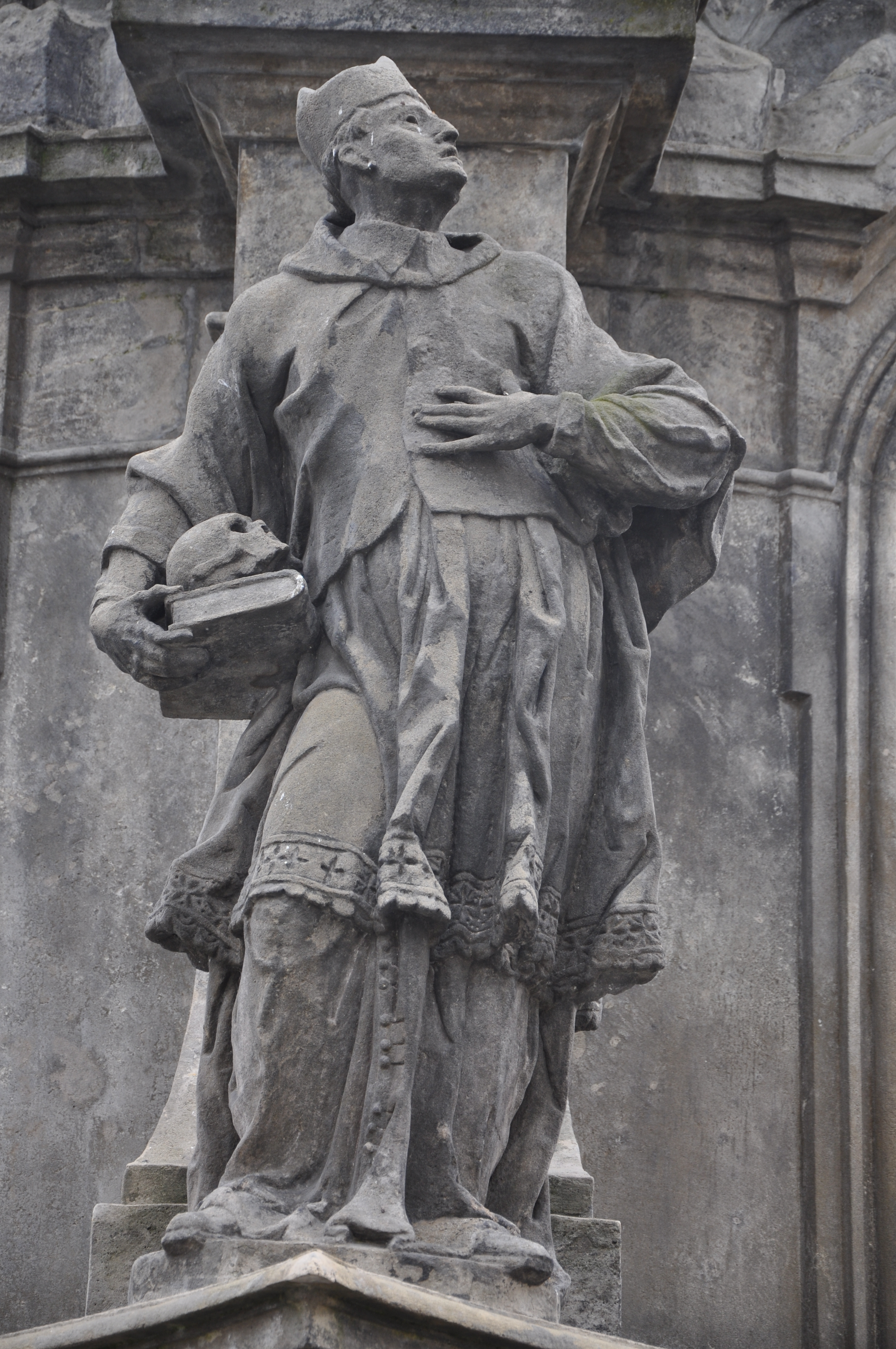
Alois Gonzaga

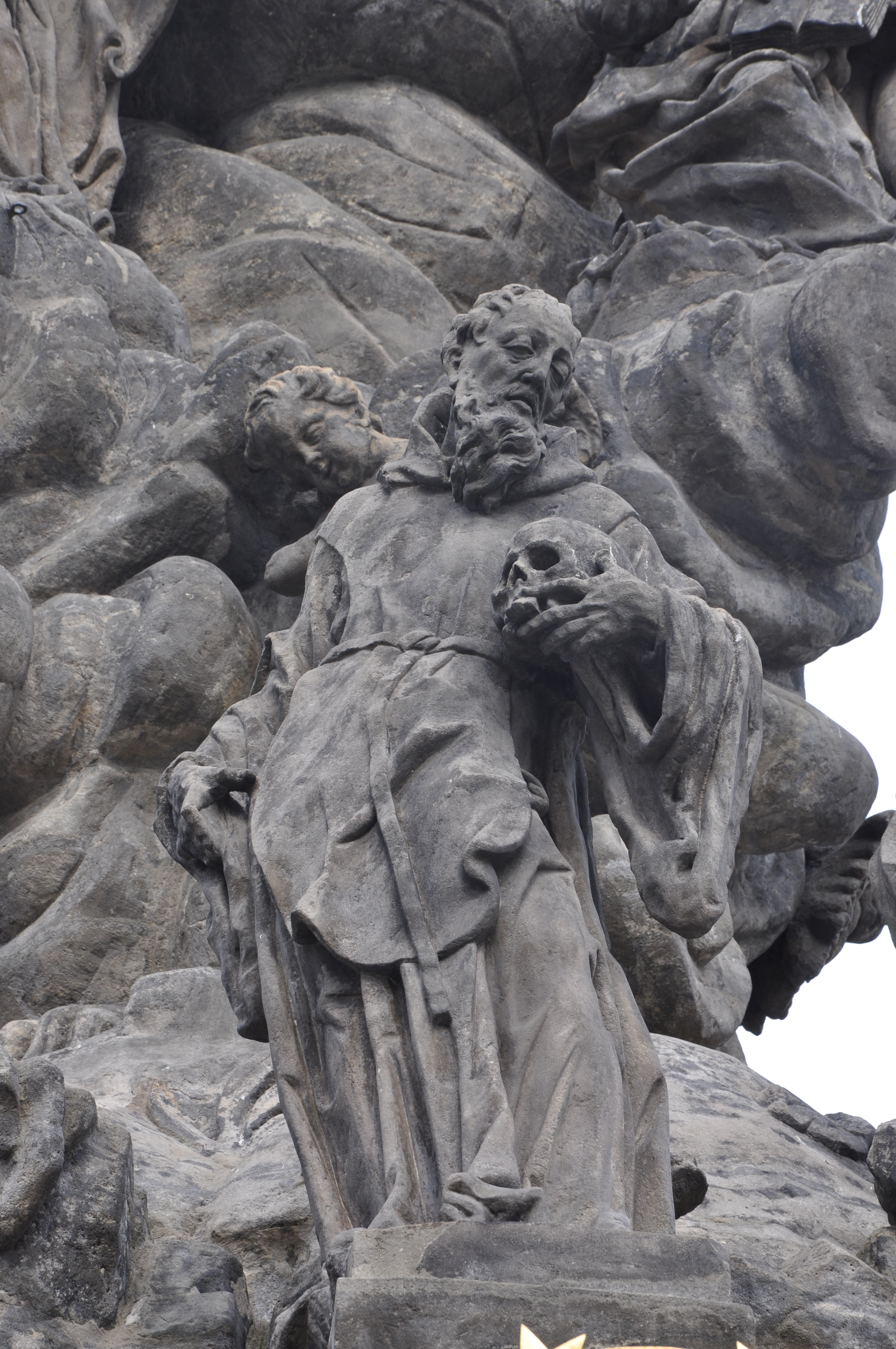
František z Pauly
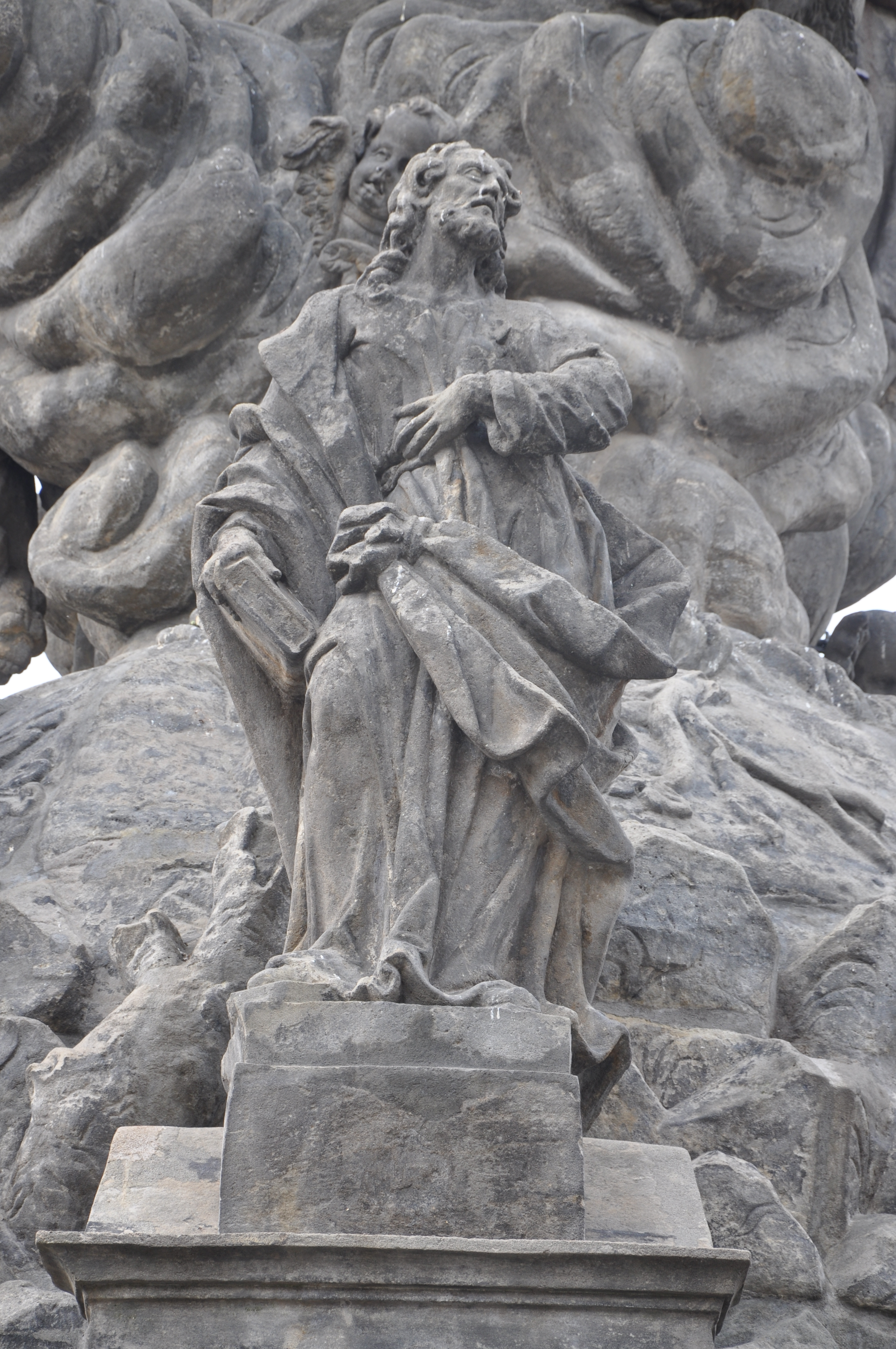
Juda Tadeáš
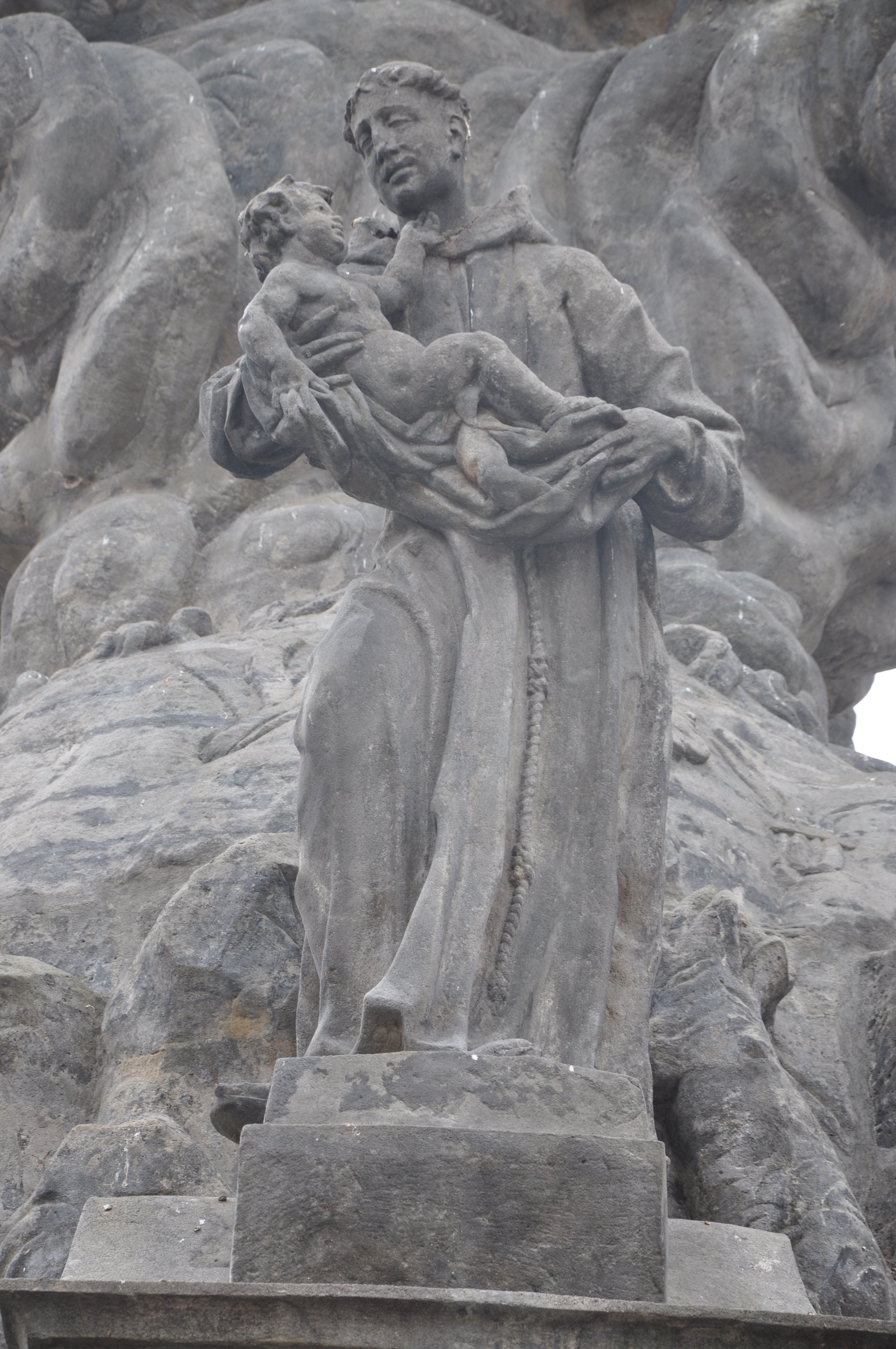
Antonín Paduánský
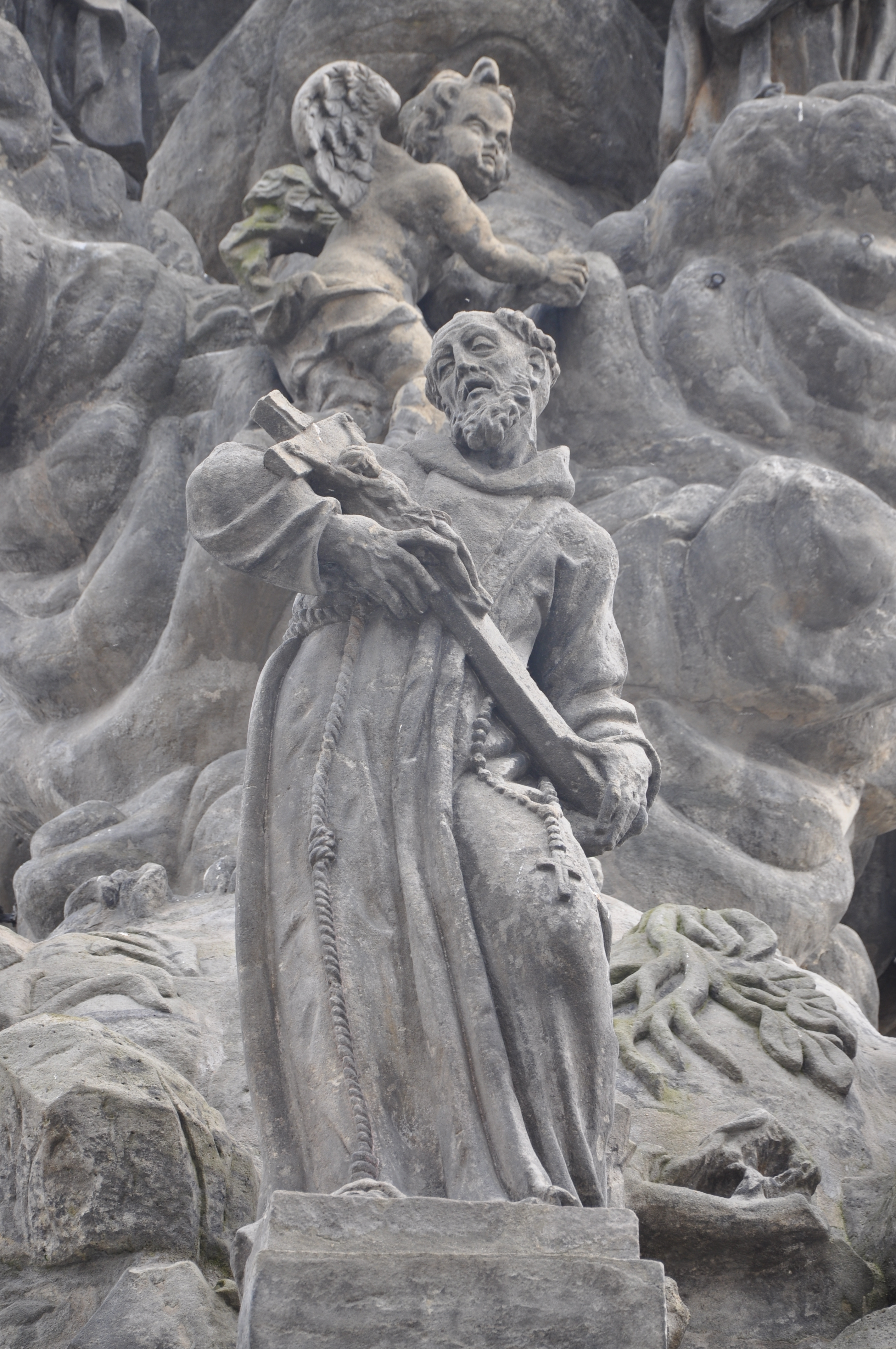
František z Assisi